# Jean Lefebvre
Jean Lefebvre (Valenciennes, Nord, Franciaország, 1919. október 3. – Marrákes, Marokkó, 2004. július 9.) francia karakterszínész. Szerepelt Georges Lautner rendező sikeres filmvígjátékaiban, köztük több „Csendőr-filmben”, a Lövöldöző taták-ban, és Robert Lamoureux-nek a „7. század” kalandjairól szóló háborús vígjátékaiban, emellett párizsi kabarékban és színházakban játszott, vidám népszínművek visszatérő sztárjaként. Több mint 150 filmben szerepelt, legtöbbször mellékszereplőként.

## Élete

### Származása, tanulmányai
Valenciennes-ben született, Georges Marcel Lefebvre kovácsmester és Zélia Louise Mathilde Masquelier fiaként. 18 hónapos korában elkapta a Járványos gyermekbénulást, tízéves koráig járást segítő szerkezetre szorul. Osztálytársai rokonszenvér bohóctréfákkal igyekezett elnyerni, énekesi, komikusi tehetsége korán megmutatkozott. 1934-től játszott iskolai és amatőr színpadokon.
Mindenfélébe belefogott, tanulmányait félbeszakította a második világháború. Fogságba esett, szüleit kitelepítették Châteauroux-ba és Neuvy-Saint-Sépulchre-be (Indre megyébe). Jean-t kényszermunkára vitték, de megszökött és visszament családjához. Minden munkát elvállalt, Limoges-ban villamosvezetőként és házaló fehérnemű-ügynökként dolgozott, a feketepiacon élelmiszert árult. A háború végén szüleivel együtt visszatért Valenciennes-ibe, egy ideig apjánál dolgozott, majd 1948-ban beiratkozott a párizsi színművészeti akadémiára, a Conservatoire-ba.

### Színészi pályája
Operett műfajban kiváló eredményeket ért el, iskolai díjat is kapott. Szülei kívánságára operaénekesnek készült, azonban megfogadta René Simonnak, a híres drámatanárnak tanácsát és színművésznek állt. Az 1950-es évek elején párizsi kabarészínpadokon, bulvárszínházakban lépett fel. Hamarosan a Les Branquignols utazó színtársulat tagja lett, és két éven át turnézott velük az Egyesült Államokban.
1954-ben Henri-Georges Clouzot Ördöngösök c. bűnügyi thrillerfilmjében Simone Signoret mellett játszott kis szerepet. 1958-ban Yves Allégret rendező La fille de Hambourg (A hamburgi lány) című filmdrámájában Daniel Gélin és Hildegard Knef mellett játszotta a harmadik főszerepet. Figyelemre méltót alakított Georges Lautner 1963-as Lövöldöző taták c. akcióvígjátékában, Bernard Blier és Lino Ventura társaságában. Georges Lautner 1966-os Ne nous fâchons pas (Ne mérgelődjünk) című komédiájában Lino Ventura és Mireille Darc mellett egyenrangú főszereplővé vált.
A kisebb szerepek után nemzetközi ismertséget szerzett Jean Girault rendező 1964-es A Saint Tropez-i csendőr című vígjátékában, ahol Louis de Funès és Michel Galabru mellett egy naív, okoskodó, csetlő-botló kisembert játszott. A sikeres csendőr-film következő három folytatásában is ugyanezt a karaktert alakította. Éles konfliktusba került a főszereplő Louis de Funès-vel, aki saját szerepének hangsúlyozásához Lefebvre-t is – más színésztársaihoz hasonlóan – háttérbe szorította. Funès sztár-allűrjeit a rendező, Jean Girault sem fékezte meg, ezért Lefebvre kimaradt a „csendőr” utolsó két filmjének forgatásából. 1973-ban Robert Lamoureux rendező De hová tűnt a 7. század? c. háborús filmkomédiájában, és annak folytatásaiban Lefebvre hasonló tébláboló karaktert játszott.
Az 1970-es években pályája csúcsára ért, Együtt játszott a legnagyobb vígjátéki és drámai színészekkel, Jean Gabinnel, Louis de Funès-szel, Orson Welles-szel, Richard Burtonnel, Lino Venturával, Bourvillal, Paul Meurisse-szel, Jena-Paul Belmondóval, Bernard Blier-vel és Michel Serrault-val, olyan hírneves rendezők filmjeiben orgattak vele, Georges Lautner, Philippe de Broca, Roger Vadim, Gilles Grangier, Jean Girault, Costa-Gavras, Yves Robert, Édouard Molinaro, Yves Allégret, Robert Lamoureux és Julien Duvivier. Az IFOP közvéleménykutató 1981-es felmérése szerint a franciák harmadik legkedveltebb vígjátéki színésze volt, Louis de Funès és Coluche mellett.
Megrögzött játékszenvedélyétől azonban nem tudott szabadulni. Lóversenyekre járt, nagy összegekben kötött fogadásokat, emellett az Enghien-les-Bains-i kaszinókban is rendszeresen játszott. Adósságainak fedezésére az 1980-as évektől elfogadott szinte minden szerepajánlatot, sok rossz filmben szerepelt, méltatlan színvonalú szerepekben. Hírneve elszürkült, az 1990-as évektől kezdve már inkább csak televíziós produkciókban tűnt fel.
A 2000-es Berlinale Filmfesztivál zsürijébe – elterjedt közhittel ellentétben – nem őt, hanem hasonló nevű kanadai színészkollégáját, Jean (John) Lefebvre-t (*1950) hívták meg.

### Magánélete
Lefebrve négyszer nősült, egyik elvált feleségét kétszer is elvette. Négy házasságából öt gyermeke született, Bernard, Catherine, Marie-Christine, Carole és Pascal.
Első házasságát 1950. november 22-én kötötte Párizsban, Micheline Reine Grasserrel, házasságukat 1962. január 24-én bontották fel. 
Második házasságát 1967. május 24-én Neuilly-sur-Seine-ben kötötte Yori Bertin színésznővel (eredeti nevén Catherine Chassin-Briault-val), tőle született Pascal nevű fia. 1973. március 7-én elváltak, 
1974. december 13-án Párizsban újra összeházasodtak, de 1977. július 8-án ismét elváltak, ezúttal végleg. 
Negyedik feleségét, Brigitte Jacqueline Françoise Lerebours-t 1994. július 17-én vette el Las Vegasban. Ez a házasság Lefebvre haláláig fennmaradt.

### Elhunyta
1999-ben Lefebvre jelentős összeget, 15 millió frankot (2,3 millió Eurót) nyert a francia állami lottón. A nyereményből kifizette adósságainak egy részét, és megvásárolta a La Bohème éttermet a marokkói Marrákesben. Az étteremhez tartozó lakásban hunyt el 2004. július 9-én, szívinfarktus következtében, 84 éves korában. Testét elhamvasztották, hamvait kívánsága szerint a Mont Blanc ormán szórták szét.

## Fontosabb filmszerepei
- 1934: Judex; Roger de Trémeuse
- 1951: Bouquet de joie; Georges
- 1952: Une fille sur la route; Loulou, a zongorista
- 1952: L’amour toujours l’amour; Jacques
- 1955: Ördöngösök (Les diaboliques); katona
- 1955: Cherchez la femme; Joe
- 1955: Gázolaj (Gas-oil); buszsofőr
- 1956: Átkozott kölyök (Cette sacrée gamine); Jérôme haverja
- 1956: Una aventura de Gil Blas; Scipio
- 1956: És Isten megteremté a nőt (Et Dieu… créa la femme); táncos kedvű férfi
- 1957: Que les hommes sont bêtes; Francis
- 1957: Méfiez-vous, fillettes!; Matz
- 1957: La polka des menottes; Martial felügyelő
- 1957: Amikor az asszony összezavarodik (Quand la femme s’en mêle); Fred
- 1958: Háttal a falnak (Le dos au mur); Mauvin
- 1958: La fille de Hambourg; Georges
- 1961: Párizsi kaland (Les moutons de Panurge); névtelen szerep
- 1961: A szép amerikai (La belle Américaine); Chougnasse főkönyvelő
- 1962: Les ennemis; kémelhárító
- 1962: La vendetta; Colombo
- 1962: Az epsomi úriember (Le gentleman d’Epsom); Charly
- 1962: Le roi des montagnes; Basile
- 1963: Lövöldöző taták (Les tontons flingueurs); Paul Volfoni
- 1963: Egy kis csibész viszontagságai (Bébert et l’omnibus); Balissard
- 1964: Robbantsunk bankot! (Faites sauter la banque!); munkafelügyelő
- 1964: A bérgyilkos halála (La mort d’un tueur); Tony
- 1964: Főnök szoknyában (Un drôle de caïd); gondozó
- 1964: Nyugodj meg, kedves! (Relaxe-toi chérie); Blaise
- 1964: A Saint Tropez-i csendőr (Le gendarme de Saint-Tropez); Lucien Fougasse szakaszvezető
- 1964: Hajrá, franciák! (Allez France!); részeg szurkoló a kakassal
- 1965: Pórul járt jómadarak (Quand passent les faisans); Arsène Baudu
- 1965: A tökéletes bűntény (Compartiment tueurs); névtelen szerep
- 1965: Ahol az öröm tanyázik (Un grand seigneur: Les bons vivants); Léonard Maburon
- 1965: Csendőrök New Yorkban (Le gendarme à New York); Lucien Fougasse szakaszvezető
- 1966: Angélique és a király (Angélique et le roy); patikus
- 1966: A Mona Lisa tolvaja (Il ladro della Gioconda); múzeumőr
- 1966: Ne nous fâchons pas; Léonard Michalon
- 1967: Egy bolond Párizsban (Un idiot à Paris); Goubi
- 1967: A 4-es labor őrültje (Le fou du labo IV); Eugène Ballanchon
- 1968: Un drôle de colonel; Cutterfeet
- 1968: A csendőr nősül (Le gendarme se marie); Lucien Fougasse szakaszvezető
- 1969: Le bourgeois gentil mec; Jean Gentil
- 1970: Nyomozók társasága (Les enquêteurs associés), tévésorozat; Le Voisin c. rész; szomszéd
- 1970: A csendőr nyugdíjba megy (Le gendarme en balade); Lucien Fougasse szakaszvezető
- 1972: L’ingénu; Kerkabon abbé
- 1972: A kincses sziget (Treasure Island); Ben Gunn
- 1973: Quelques messieurs trop tranquilles; Julien Michalon
- 1973: Rejtelmes sziget (La isla misteriosa), névtelen szerep
- 1973: Ügynök a kofferben (La valise); hordár
- 1973: A káprázatos (Le magnifique); The electrician
- 1973: De hová tűnt a 7. század? (Mais où est donc passée la 7ème compagnie); Pithivier
- 1975: Hallgatni arany (Le silence est d’or); Riton
- 1975: Már ez is probléma? (Pas de problème!); Edmond Michalon
- 1975: Megtalálták a 7. századot (On a retrouvé la 7ème compagnie!); Pithivier
- 1976: A helyzet komoly, de nem reménytelen (La situation est grave… mais pas désespérée); Bertrand Duvenois
- 1977: Casanova & Co.; őrmester
- 1977: Újra akcióban a 7. század (La 7ème compagnie au clair de lune); Pithivier
- 1978: Ils sont fous ces sorciers; Julien Picard
- 1978: Szegény zsebtolvaj (Plein les poches pour pas un rond…); Julien
- 1980: Les Borsalini; Momo Bichonnet
- 1986-1987: Affaire suivante, tévésorozat; 16 epizódban; François-Joseph Le Bol
- 1989: La folle journée ou Le mariage de Figaro; Bazile
- 1990: La grande embrouille, tévéfilm; Laurent Baudouin
- 1991: Egy rakás hulla (Des cadavres à la pelle), tévéfilm; Jean
- 2001: Fifi Martingale; Gaston Manzanarès

## Művei
- Jean Lefebvre. Mais qu'est-ce qu'elles me trouvent? (francia nyelven). Neuilly-sur-Seine: Éditions Michel Lafon (1991). ISBN 978-2863914687